# Arvid Strålenhielm
Arvid Strålenhielm (tidigare Gallander), född 25 mars 1665 i Berga socken, Kronobergs län, död 3 juli 1732 i Tjureda socken, Kronobergs län, var en svensk adelsman och inspektor.

## Biografi
Arvid Strålenhielm föddes 25 mars 1665 på Bergs prästgård i Berga socken. Han var son till kyrkoherden Haqvin Gallander. Strålenhielm blev salpetersjuderiinspektor i Kalmar län och Öland 1689, samt Skaraborgs län, Värmlands län Dalarnas län och Bohuslän 1690. Han blev vice överinspektor vid salpetersjuderiverken i de nämnda länen 1710. Han blev överinspektor vid salpetersjuderiverken i Västergötland, Småland och på Öland 1720. Strålenhielm adlades 7 mars 1720 till Strålenhielm och introducerades 1723 som nummer 1761. Han avled 3 juli 1732 på Eknaholm i Tjureda socken och begravdes i Tjureda kyrka.
Han ägde gården Eknaholm i Tjureda socken som han fick med sin första fru Elisabeth Stråle af Ekna.

### Familj
Strålenhielm gifte sig första gången 8 oktober 1693 med Elisabeth Stråle af Ekna (1677–1709). Hon var dotter till löjtnanten Olof Stråle af Ekna och Christina Magdalena Hård. De fick tillsammans barnen Catharina (1694–1694), Gustaf (1695–1696), Adam (1697–1697), Haqvin (1698–1752), Magnus Strålenhielm (1699–1758), Dorothea Juliana (1700–1761), Eric (1702–1772), Nils (född 1703), Gustaf (1705–1776) och Carl Johan (1706–1762).
Strålenhielm gifte sig andra gången 1710 med Anna Lundberg (1681–1762). Hon var änka efter en pastor. De fick tillsammans barnen Elisabeth (1712–1748), Gabriel (1714–1768), Christina Magdalena (född 1717) och Johanna Catharina (född 1721).